# 子供絵
子供絵（こどもえ）とは、江戸時代から明治時代にかけて描かれた浮世絵の様式のひとつで、子供のための錦絵、あるいは子供を主題にした錦絵を指す。「子供遊び」ともいわれている。
江戸時代、子供のための節句が盛んであったように、絵本や草紙類もまた子供に対する絵解き、御伽噺ものが数多く制作された。子供をテーマとする版画も、初期の石川豊信、鳥居清広のあたりからあって、ことに鈴木春信は多くの優れた子供絵を描いている。その他に一筆斎文調、北尾重政、鳥居清長も美人画を描く傍ら、微笑ましい子供絵を手がけている。また、歌麿の描く数々の母子像は最も家庭的なモチーフといえるであろう。伝説的な山姥と金太郎に仮託した一連の母子像も子供絵の一種といえる。赤子に添い寝する若い母親を描いた歌麿、歌川国貞、歌川国芳らの優れた作品も見逃せない。幕末に到っても歌川広重、国芳、さらに明治期の楊洲周延といったように作品の流れがあるということにも注意してよいといえる。
浮世絵に描かれた江戸の子供たちは、仲間同士群れ、自然の中でいきいきと遊んでいる。その様子は、幕末･明治に日本を訪れた外国人が「子供の楽園」、「子供の天国」と賞したほどであった。現代でいえば子供向けの絵本といったようなところで、大半の浮世絵師がこれを描いた。